# Leslie Phillips
Leslie Samuel Phillips (Tottenham, London,  1924. április 20. – 2022. november 7.) angol színpadi és filmszínész, rádiós és szinkronszínész, komikus. A Doktor a háznál, a Folytassa… és a Harry Potter filmsorozatokban nyújtott alakításai mellett számos mozifilmből, televíziós sorozatból és (angol nyelvterületen) rádiós hangjátékokból is ismert. 2007-ben BAFTA-díjra jelölték, a Brit Birodalom Rendje parancsnoki keresztjének tulajdonosa (CBE, 2008).

## Élete

### Pályája
Észak-London Tottenham kerületében született, Frederick Samuel Phillips és Cecelia Margaret Newlove gyermekeként. Apja edénygyári munkás volt, a kénes gőzöktől tüdőödémát kapott és meghalt 44 évesen. Özvegy anyja 1931-ben az essexi Chingfordba költözött (ma Nagy-London Waltham Forest kerülete), Leslie itt járt iskolába.
Tízéves korában állt először színpadra a London Palladium Peter Pan-előadásán, Anna Neagle-vel együtt. Anyja elküldte az Italia Conti Academy of Theatre Arts színiiskolába, hogy leneveljék erős „cockney” kiejtéséről, mivel ebben az időben bármiféle tájszólás komoly akadályt jelentett a mainstream színészi pályán.
1938-ban tizenévesen debütált a Lassie from Lancashire című romantikus filmvígjátékban. A második világháború idején négy éven át katonai szolgálatot teljesített a brit gyalogságnál, leszerelése után visszatért a színészmesterséghez. Színpadon és filmen apró mellékszerepekkel indított, pl. 1957-ben a The Smallest Show on Earth-ben és a Just My Luck-ban, Margaret Rutherford és Norman Wisdom mellett, a A lányok c. zenés filmben, Gene Kelly mellett. Országos ismertséget csak 1958-ban szerzett, amikor bevették a BBC Navy Lark című rádiós vígjáták-sorozatába, ahol Jon Pertwee és más ismert komikusok mellett dolgozhatott. Szerepelt a sorozatból készült, azonos című 1959-es filmvígjátékban is. Egészen 1977-ig kitartott e rádiós sorozat mellett.
A következő évek már főszerepeket hoztak, alkatának megfelelően sármos, kicsit sznob bonvivánokat, életművészeket, szoknyavadász úrifiúkat alakított, gyakran finom öniróniával fűszerezve. 1959-ben Ted Ray humoristával és a még alakulóban lévő Folytassa-stáb több tagjával együtt szerepelt Gerald Thomas Tessék lapozni című vígjátékában, ezzel több éves gyümölcsöző együttműködés kezdődött. Még abban az évben szerepet kapott a sorozat második filmjében, a Folytassa, nővér!-ben, majd a sorozat további öt filmjében is, valamint két kapcsolódó (spin-off) filmben, a A torpedó visszalő-ben (1960) és a Viharos együttesben (1961) is.
1960-ban Gerald Thomas bátyja, Ralph Thomas Phillipset választotta Dirk Bogarde helyére a Richard Gordon műveiből készült Doktor-filmekhez. Phillips lett Dr. Burke a  Doctor in Trouble-ban (1960) és a Duplacsavar-ban (1970), ill. Dr. Grimsdyke a Doctor in Clover-ben (1966). Mindhárom filmben a főszereplő főorvost, Dr. Sprattot James Robertson Justice alakította. Robertson-Justice és Phillips párosa összesen tizenkét vígjátékot vitt nemzetközi sikerre. Nemzetközi háborús filmprodukciókban is szerepelt, így Lángoló hegyek-ben Robert Mitchummal (1959) és a A leghosszabb nap-ben (1962), nagy nemzetközi sztárcsapat részeként. Szerepelt az olasz Edouardo de Filippo I. Ferdinánd, Nápoly királya vígjátékában, és a Maroc Seven bűnügyi filmdrámában, Gene Barry és Denholm Elliott mellett.
Az 1970-es évektől Phillips szereplései megritkultak, az 1980-as évek közepén érett karakterszerepekben tért vissza. Szerepelt a Távol Afrikától-ban Robert Redford és Meryl Streep mellett, Steven Spielberg A Nap birodalma c. drámájában John Malkovich mellett, a Ne folytassa, felség! (King Palph) vígjátékban John Goodman mellett, az Augusztus c. drámában Anthony Hopkins mellett, az 1997-es Sakál akciófilmben Bruce Willis és Richard Gere mellett, és a Tomb Raider-ben Angelina Jolie (Lara Croft) atyai jóbarátjaként. 1992-ben szerepelt a sorozatot feltámasztani próbáló Folytassa, Kolumbusz! filmben is, mint II. Ferdinánd aragóniai király.
1996-ban átvette Sir John Archibaldnak, a Scotland Yard főfelügyelőjének megformálását az RTL televízió három Edgar Wallace-produkciójában, az elhunyt Siegfried Schürenberg helyett. Ezek mellett nagyszámú televíziós filmben és sorozatban is feltűnt, így az Oscar Wilde művéből készült 1996-os Canterville-i kísértet (The Canterville Ghost) filmben, Neve Campbell és Patrick Stewart mellett. A Harry Potter-filmekben ő adta a beszélő kalap, a Teszlek Süveg (eredeti angol) hangját.

### Magánélete
1948-ban nősült először, Penelope Bartley színésznőt vette feleségül, Négy gyermekük született, Caroline, Claudia, Andrew és Roger.
1962-ben házasságon kívüli viszonyt kezdett Caroline Mortimer (1942–2020) színésznővel, Penelope Mortimer írónő és John Mortimer ügyvéd-drámaíró leányával, aki egy előadáson főiskolai hallgatóként szerepelt Phillips mellett. Amikor ez kiderült, felesége különvált tőle, és 1965-ben kimondták a válást.
A Caroline Mortimerrel folytatott viszony végeztével Phillips átváltott Vicki Luke színésznőre, akivel három évig élt, majd összeköltözött Angela Scoular (1945–2011) színésznővel, volt Bond-lánnyal, aki egy másik színésztársától volt teherben. A megszületett gyermeket, Danielt sajátjukként nevelték fel.
1981-ben Phillips Ausztráliában turnézott, amikor hírt kapott, hogy volt felesége, gyermekeinek anyja, Penelope Bartley egy tűzesetben életét vesztette. Úgy döntött, folytatja a turnét és nem vesz részt a temetésen. Gyermekeihez való viszonya véglegesen megromlott.
Első feleségének halála után, 1982-ben Phillips feleségül vette élettársát, Angela Scoulart. Scoular mániás depresszióban szenvedett, 1992-ben öngyilkosságot kísérelt meg, később súlyos daganatos betegséget is kapott, és 2011. április 11-én öngyilkosságot követett el.
2013 decemberében, 89 évesen Phillips harmadszor is megnősült, Zara Carr török szociális munkást vette feleségül.

### Elismerései
1997-ben művészi alakításaiért az Evening Standard British Film Awards külödíját kapta. 1998-ban II. Erzsébet királynőtől megkapta a a Brit Birodalom Rendjének tiszti keresztjét (OBE), majd 2008 januárjában a rend parancsnoki fokozatát (CBE) is. 2010. november 16-án London városától megkapta a Freedom of the City of London elnevezésű kitüntetést.
Roger Mitchell 2006-os Vénusz-filmjének másod-főszerepében nyújtott alakításáért Phillips-et 2007-ben jelölték a legjobb férfi mellékszereplőnek járó BAFTA-díjra.

## Főbb filmszerepei
- 1938: Lassie from Lancashire, Bit Part
- 1938: Réztábla a kapu alatt (The Citadel), névtelen szerep
- 1939: A mikádó (The Mikado), fiú
- 1939: Négy toll (The Four Feathers), sapkás fiú
- 1940: A bagdadi tolvaj (The Thief of Bagdad), utcagyerek
- 1948: Karenina Anna (Anna Karenina), névtelen szerep
- 1948: Piros cipellők (The Red Shoes), névtelen néző
- 1952: Időzített bomba (Time Bomb), rendőr őrmester
- 1956: A nagy pénz (The Big Money), recepciós
- 1957: A Wimpole Street-i Barrettek (The Barretts of Wimpole Street), Harry Bevan
- 1957: The Smallest Show on Earth, Robin Carter
- 1957: A lányok (Les Girls), Sir Gerald Wren
- 1958: A nagy manőver (I Was Monty’s Double), Tennant őrnagy
- 1959: Lángoló hegyek (The Angry Hills), Ray Taylor
- 1959: Folytassa, nővér! (Carry On Nurse), Jack Bell
- 1959: Folytassa, tanár úr! (Carry on Teacher), Alistair Grigg pszichológus
- 1959: Az elhárított kém (The Night We Dropped a Clanger), Thomas repülőőrnagy
- 1959: I. Ferdinánd, Nápoly királya (Ferdinando I° re di Napoli), Pat
- 1959: The Navy Lark (mozifilm), Pouter hadnagy
- 1959: Tessék lapozni (Please Turn Over), Dr. Henry Manners
- 1960: Folytassa, rendőr! (Carry on Constable), Tom Potter rendőrbiztos
- 1960: Duplacsavar (Doctor in Love), Dr. Tony Burke
- 1955–1960: Robin Hood kalandjai (The Adventures of Robin Hood), tévésorozat, Herbert / Wat Longfellow / Waldern gróf
- 1960: A torpedó visszalő (Watch Your Stern), Bill Fanshawe parancsnokhelyettes
- 1961: Viharos együttes (Raising the Wind), Mervyn Hughes
- 1961: Kutyaházban (In the Doghouse), Jimmy Fox-Upton
- 1961: V.I.P. (Very Imprtant Person), Jimmy Cooper repülőtiszt
- 1962: Gyors Lady (The Fast Lady); Freddie Fox
- 1961: Lélekmentők társasága (Crooks Anonymous), Dandy Forsdyke
- 1962: A leghosszabb nap (The Longest Day), Mac brit repülőtiszt
- 1966: Doctor in Clover, Dr. Gaston Grimsdyke
- 1967: Maroc Seven (Maroc 7), Raymond Lowe
- 1970: Van, aki megteszi, van, aki nem (Some Will, Some Won’t), Simon Russell
- 1970: Doctor in Trouble, Dr. Tony Burke
- 1973: Casanova’73, tévésorozat, Henry Newhouse
- 1979: Narnia krónikái: Az oroszlán, a boszorkány és a ruhásszekrény, animációs film, Mr. Tumnus (hang)
- 1985: Távol Afrikától (Out of Africa), Sir Joseph
- 1986: Monte Carlo, Baldwin
- 1985–1987: Szupernagyi (Super Gran), tévésorozat, hadifogoly (P.O.W)
- 1987: A Nap birodalma (Empire of the Sun), Maxton
- 1989: Botrány (Scandal), Lord Astor (Bill)
- 1990: A hold hegyei (Mountains of the Moon), Mr. Arundell
- 1991: Ne folytassa, felség! (King Ralph), Gordon
- 1992: Folytassa, Kolumbusz! (Carry on Columbus), Ferdinánd király
- 1996: A Canterville-i kísértet (The Canterville Ghost), tévéfilm, Lord George Canterville
- 1996: Augusztus (August), Prof. Alexander Blathwaite
- 1989–1996: Mesék a kriptából (Tales from the Crypt), tévésorozat, Fatal Caper epizód, Mr Mycroft Amberson
- 1997: Bűbájos gyilkosok (The Pale Horse), tévéfilm, Lincoln Bradley
- 1997: A sakál (The Jackal), Mr Woolburton
- 1996–2007: Dalziel és Pascoe nyomoz (Dalziel and Pascoe), tévésorozat, epizód, James Westropp
- 2000: Fűbenjáró bűn (Saving Grace), vikárius
- 2000: Ilyen lány kell nekem! (Take A Girl Like You), tévésorozat, Lord Archie Edgerstone
- 2001: Lara Croft: Tomb Raider, Wilson
- 2001: Harry Potter és a bölcsek köve (Harry Potter and the Sorcerer’s Stone), a Teszlek Süveg hangja
- 2002: Törvényen kívül (Outside the Rules), tévésorozat, Hal Porter
- 2002: Harry Potter és a Titkok Kamrája (Harry Potter and the Chamber of Secrets), a Teszlek Süveg hangja
- 1999–2002: Holby Városi Kórház (Holby City), tévésorozat, Charles Campbell-Gore
- 2003: Kisvárosi gyilkosságok (Midsomer Murders), S6E3 „Vérbe festve” epizód, Godfrey Teal
- 2001–2004: Revolver, tévésorozat, a „mackós”
- 2004: Milliók (Millions), Leslie Phillips (önmaga)
- 2004: Az ifjú Churchill kalandjai (Churchill: The Hollywood Years), Lord W'ruff
- 2005: Kubrick menet (Colour Me Kubrick: A True…ish Story), Freddie
- 2006: Agatha Christie: Marple, „Balhüvelykem bizsereg” rész, Sir Philip Starke
- 2006: Vénusz (Venus), Ian
- 2008: Harley Kórház (Harley Street), tévésorozat, Dudley Grainger
- 2008: Van ott valaki? (Is Anybody There?), Reg
- 2011: Tétova félrelépők (Late Bloomers), Leo
- 2011: Harry Potter és a Halál ereklyéi 2. (Harry Potter and the Deathly Hallows: Part 2), a Teszlek Süveg eredeti hangja

## További információ
- Leslie Phillips a PORT.hu-n (magyarul)
- Leslie Phillips az Internetes Szinkronadatbázisban (magyarul)
- Leslie Phillips az Internet Movie Database-ben (angolul)
- Leslie Phillips a Rotten Tomatoeson (angolul)
- Leslie Phillips az AlloCiné weboldalán (franciául)
- Leslie Phillips Profile. Famousfix.com. (Hozzáférés: 2023. január 18.)
- ↑ AndrewRoss:  Andrew Ross. Carry On Actors: The Complete Who’s Who of the Film Series (angol nyelven). Fantom Publishing (2015). ISBN 1-906358-95-8
- ↑ RobertRoss:  Robert Ross. The Carry On Companion. London: B.T. Batsford (2002). ISBN 0-7134-8771-2
- ↑ Webber:  Richard Webber. The Complete A–Z of Everything Carry On. Harper & Collins (2005). ISBN 978-0-0071-8223-7